# Otto Knows
Otto Jettmann, beter bekend als Otto Knows, (6 mei 1989) is een Zweedse dj/producer die in 2012 vooral bekend werd met zijn nummer Million Voices. Otto maakte in het verleden ook tracks met onder andere Avicii. 
In juli 2012 maakte Knows een remix van het nummer Kick out the epic motherf**ker van Dada Life en eind 2012 maakte hij een remix van het nummer Lies van Burns (die in Juli al te horen was bij Tomorrowland, dankzij Avicii). Zijn eerste top 40 hit was iTrack met Tim Berg en Oliver Ingrosso, zijn tweede was Million Voices. Die laatste bereikte ook een respectievelijk plaats 4 en 5 in de Belgische en Nederlandse iTunes top 100.

## Discografie

### Singles
| Single met eventuele hitnotering(en) in de Nederlandse Top 40 | Datum van verschijnen | Datum van binnenkomst | Hoogste positie | Aantal weken | Opmerkingen                                                    |
| ------------------------------------------------------------- | --------------------- | --------------------- | --------------- | ------------ | -------------------------------------------------------------- |
| iTrack                                                        | 2010                  | 06-11-2010            | 30              | 4            | met Tim Berg & Oliver Ingrosso / Nr. 53 in de Single Top 100   |
| Million Voices                                                | 28-05-2012            | 04-08-2012            | 5               | 16           | Nr. 6 in de Single Top 100                                     |
| Lies (Otto Knows remix)                                       | 16-11-2012            | 15-12-2012            | 36              | 2            | Oorspronkelijke nummer van Burns / Nr. 68 in de Single Top 100 |
| Starlight (Otto Knows remix)                                  | 2013                  | 21-12-2013            | tip3            | -            | met Don Diablo & Matt Nash                                     |
| Parachute                                                     | 2014                  | 27-09-2014            | 34              | 4            | Nr. 64 in de Single Top 100                                    |
| Can't Stop Drinking about You                                 | 2014                  | 01-11-2014            | tip11           | -            | met Bebe Rexha                                                 |
| Back Where I Belong                                           | 2016                  | 11-06-2016            | tip3            | -            | met Avicii                                                     |

| Single met hitnotering(en) in de Vlaamse Ultratop 50 | Datum van verschijnen | Datum van binnenkomst | Hoogste positie | Aantal weken | Opmerkingen                      |
| ---------------------------------------------------- | --------------------- | --------------------- | --------------- | ------------ | -------------------------------- |
| Million Voices                                       | 2012                  | 30-06-2012            | 3               | 26           | Goud                             |
| Can't Stop Drinking about You                        | 2014                  | 22-11-2014            | tip91           | -            | met Bebe Rexha                   |
| Next to Me                                           | 2015                  | 23-05-2015            | tip22           | -            |                                  |
| Dying for You                                        | 2016                  | 13-02-2016            | tip             | -            | met Lindsey Stirling & Alex Aris |
| Back Where I Belong                                  | 2016                  | 25-06-2016            | tip             | -            | met Avicii                       |
| Not Alone                                            | 2016                  | 10-12-2016            | tip             | -            |                                  |

- MusicBrainz: ea745294-9bcd-4d41-99ee-ae4ec9d0438e
- Nationale Bibliotheek van Tsjechië: jx20140929001
- Virtual International Authority File: 310733927